# Sauro Donati
| (15497) Lucca               | 23. Februar 1999 |     |
| (21891) Andreabocelli       | 1. November 1999 |     |
| (22903) Georgeclooney       | 14. Oktober 1999 |     |
| (27184) Ciabattari          | 8. Februar 1999  |     |
| (40254) 1999 BB26           | 21. Januar 1999  | [1] |
| (49469) Emilianomazzoni     | 15. Januar 1999  |     |
| (79900) Coreglia            | 21. Januar 1999  |     |
| - [1] mit Matteo Santangelo |                  |     |

Sauro Donati (* 1959) ist ein italienischer Amateurastronom und Asteroidenentdecker.
Zwischen den Jahren 1998 und 2000 entdeckte er insgesamt 22 Asteroiden, einen davon zusammen mit Matteo Santangelo.